# 古田聖人
古田 聖人（ふるた きよひと、1965年12月25日 - ）は、日本の政治家。岐阜県笠松町長（2期）、元笠松町議会議員（3期）。

## 来歴
東京国際大学教育学部卒業、1988年（昭和63年）岐阜新聞に入社。その後笠松町の企業（飲食業）への転職を経て、2008年（平成20年）3月に笠松町議会議員選挙で初当選。議員を3期11年務める。在任中の2017年（平成29年）には笠松町議会議長を務める。
2019年（令和元年）6月18日に告示された笠松町長選に立候補。古田以外の立候補の届け出が無く、無投票で笠松町長に当選。4年後の2023年（令和5年）6月20日に告示された笠松町長選でも他に立候補の届け出が無く、無投票で笠松町長に再選。